# One Night in Europe
One Night in Europe is het eerste livealbum van de Australische muziekgroep Unitopia. Het album is opgenomen in De Boerderij te Zoetermeer. Unitopia kent een vaste kern aan Nederlandse progrockfans. Het album stond in het teken van de promotie van het studioalbum Artificial. De opnamen gingen niet direct goed, een tweetal liedjes moest een tweede keer (nog diezelfde avond) gespeeld worden; de band was niet tevreden met de kwaliteit van de eerste versies.

## Musici
- Mark Truack – zang
- Sean Timms – toetsinstrumenten, zang
- Matt Williams – gitaar, zang
- David Hopgood – slagwerk, zang
- Craig Kelly – basgitaar, zang
- Tim Irrgang – percussie

Met
- Ian Tirchie – blaasinstrumenten, zang

## Muziek
| Nr. | Titel                       | Duur  |
| --- | --------------------------- | ----- |
| 1.  | Suffocation                 | 1:54  |
| 2.  | Artificial world            | 5:29  |
| 3.  | Nothings lasts forever      | 5:16  |
| 4.  | Not human anymore           | 5:10  |
| 5.  | Tesla                       | 15;34 |
| 6.  | Gone in the blink of an eye | 5:38  |
| 7.  | The great reward            | 5;33  |
| 8.  | Angeliqua                   | 9:37  |
| 9.  | More than a dream           | 7:37  |

| Nr. | Titel            | Duur  |
| --- | ---------------- | ----- |
| 1.  | Justify          | 13:40 |
| 2.  | The garden       | 24:59 |
| 3.  | One day          | 3:11  |
| 4.  | Inside the power | 5:03  |